# Xenosaurus platyceps
Xenosaurus platyceps är en ödleart som beskrevs av F. Wayne King och Fred Gilbert Thompson 1968. Xenosaurus platyceps ingår i släktet Xenosaurus, och familjen xenosaurer. IUCN kategoriserar arten globalt som starkt hotad. Inga underarter finns listade.

## Utbredning
Xenosaurus phalaroantheron förekommer endemiskt i delstaten Tamaulipas i nordöstra Mexiko.